# Comuna Slovenske Konjice
Slovenske Konjice (Občina Slovenske Konjice) este o comună din Slovenia, cu o populație de 13.612 locuitori (2002).

## Localități
Bezina, Blato, Brdo, Breg pri Konjicah, Brezje pri Ločah, Dobrava pri Konjicah, Dobrnež, Draža vas, Gabrovlje, Gabrovnik, Kamna Gora, Klokočovnik, Koble, Kolačno, Konjiška vas, Kraberk, Ličenca, Lipoglav, Loče pri Poljčanah, Mali Breg, Mlače, Nova vas pri Konjicah, Novo Tepanje, Ostrožno pri Ločah, Penoje, Perovec, Petelinjek pri Ločah, Podob, Podpeč ob Dravinji, Polene, Preloge pri Konjicah, Prežigal, Selski Vrh, Slovenske Konjice, Sojek, Spodnja Pristava, Spodnje Grušovje, Spodnje Laže, Spodnje Preloge, Spodnji Jernej, Stare Slemene, Strtenik, Suhadol, Sveti Jernej, Škalce, Škedenj, Špitalič pri Slovenskih Konjicah, Štajerska vas, Tepanje, Tepanjski Vrh, Tolsti Vrh, Vešenik, Zbelovo, Zbelovska Gora, Zeče, Zgornja Pristava, Zgornje Laže, Žiče